# Venus de Lloret
La Venus de Lloret, también conocida como Dona marinera, es una estatua del municipio de Lloret de Mar, Cataluña (España), obra del artista Ernest Maragall Noble, que forma parte del Inventario del Patrimonio Arquitectónico de Cataluña. En algunos idiomas, como el inglés, es conocida como «La mujer del pescador» (Fisherman's Wife).

## Descripción
Se trata de una estatua tallada en bronce que descansa sobre un bloque de granito redondeado, ubicada en la parte sur de la playa grande (platja gran) de Lloret de Mar y accesible por un camino empedrado que recorre la costa hasta el castillo de San Juan de Lloret. Está situada en una pequeña plazoleta empedrada y rodeada de bancos, donde los peatones pueden descansar y disfrutar de la vista al mar.
La Venus, de 2,40 metros de altura sobre el pedestal, representa una figura femenina que mira dirección al mar como saludando o despidiendo a alguien. Descalza, con los pechos tersos y llevando un traje fino ceñido al cuerpo, mira hacia el mar levantando la mano derecha como intentando comunicarse con alguien o algo proveniente del mar.

## Historia
La Dona marinera es obra del artista Ernest Maragall Noble (1903-1991) y fue proyectada en 1966 e inspirada por el erudito lloretense Esteve Fàbregas i Barri para recordar el esfuerzo y sacrificio de las familias que vivían de la pesca.
Es un homenaje a la mujer de la época marinera que a menudo fue la que sacaba adelante el hogar y la familia, en tiempos en los que muchos hombres fueran a buscar fortuna al otro lado del Atlántico. El nombre popular de la estatua, Venus de Lloret, se debe a una leyenda que existe a su alrededor, según la cual todo aquel que mire el horizonte, como la estatua, tocando al mismo tiempo el pie derecho de la misma, verá realizados los deseos que formula en ese instante.

#### Sobre el artista
Ernest Maragall Noble, hijo del poeta Joan Maragall, fue un escultor y discípulo de Pablo Gargallo, quien después de pasar tiempo en Italia se estableció en 1937 en Venezuela, donde participó en la proyección de monumentos nacionales de encargo oficial. Fue además profesor de modelado en la Escuela de Artes Plásticas de Caracas. Su obra se caracteriza por los monumentos robustos y estáticos. En 1962 hizo un monumento de mármol de Carrara a su padre, el poeta Joan Maragall.